# Avenue Louise
L'Avenue Louise (in olandese: Louizalaan) è una strada di Bruxelles che si estende da Place Louise a Bois de la Cambre. È una delle strade più costose e la più famosa della capitale. Il prestigioso viale cittadino presenta numerose ambasciate e monumenti storici accanto a negozi di marchi di abbigliamento di lusso.

## Storia

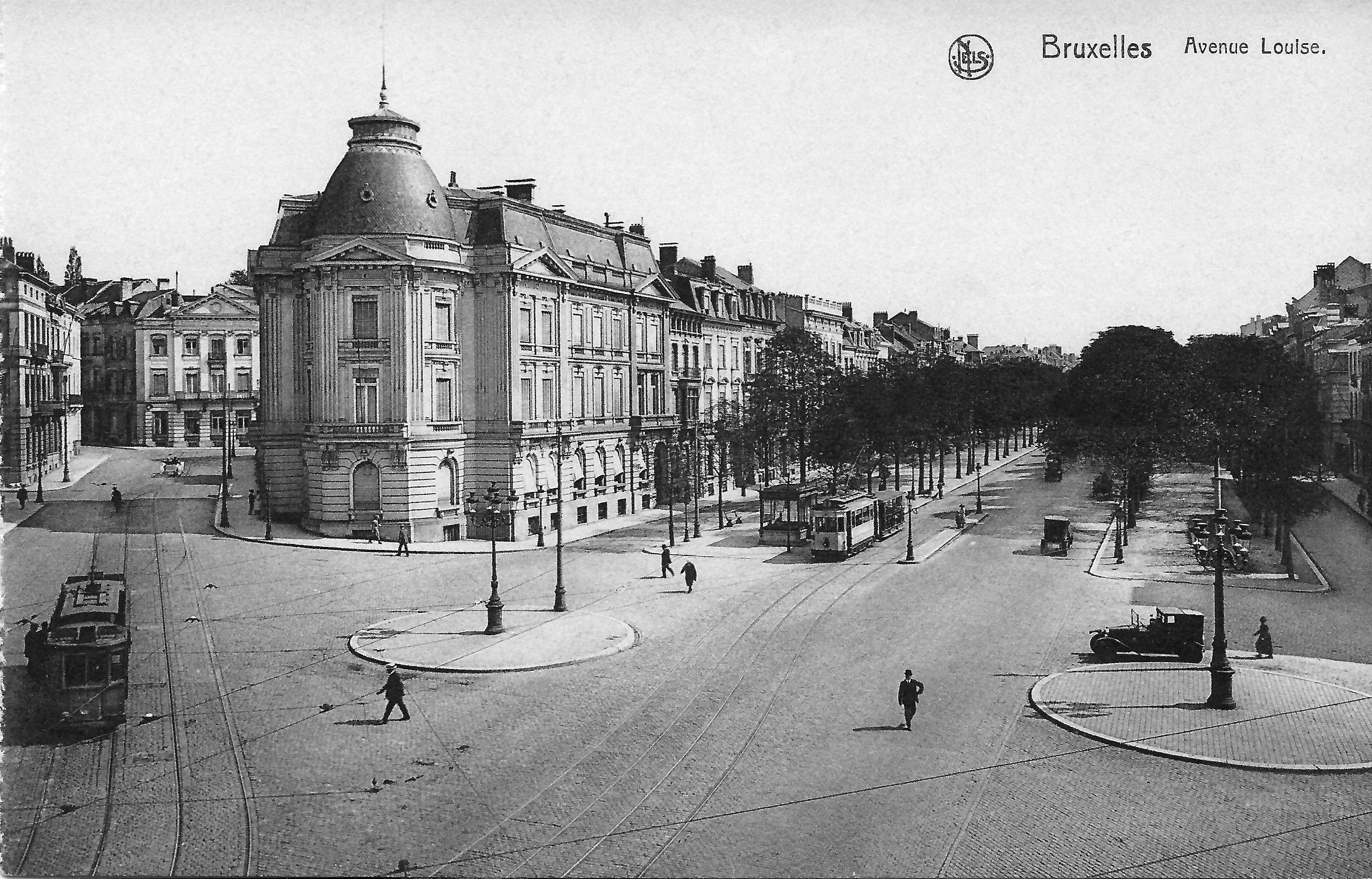
Cartolina: Avenue Louise intorno al 1920, vista da Place Stéphanie.

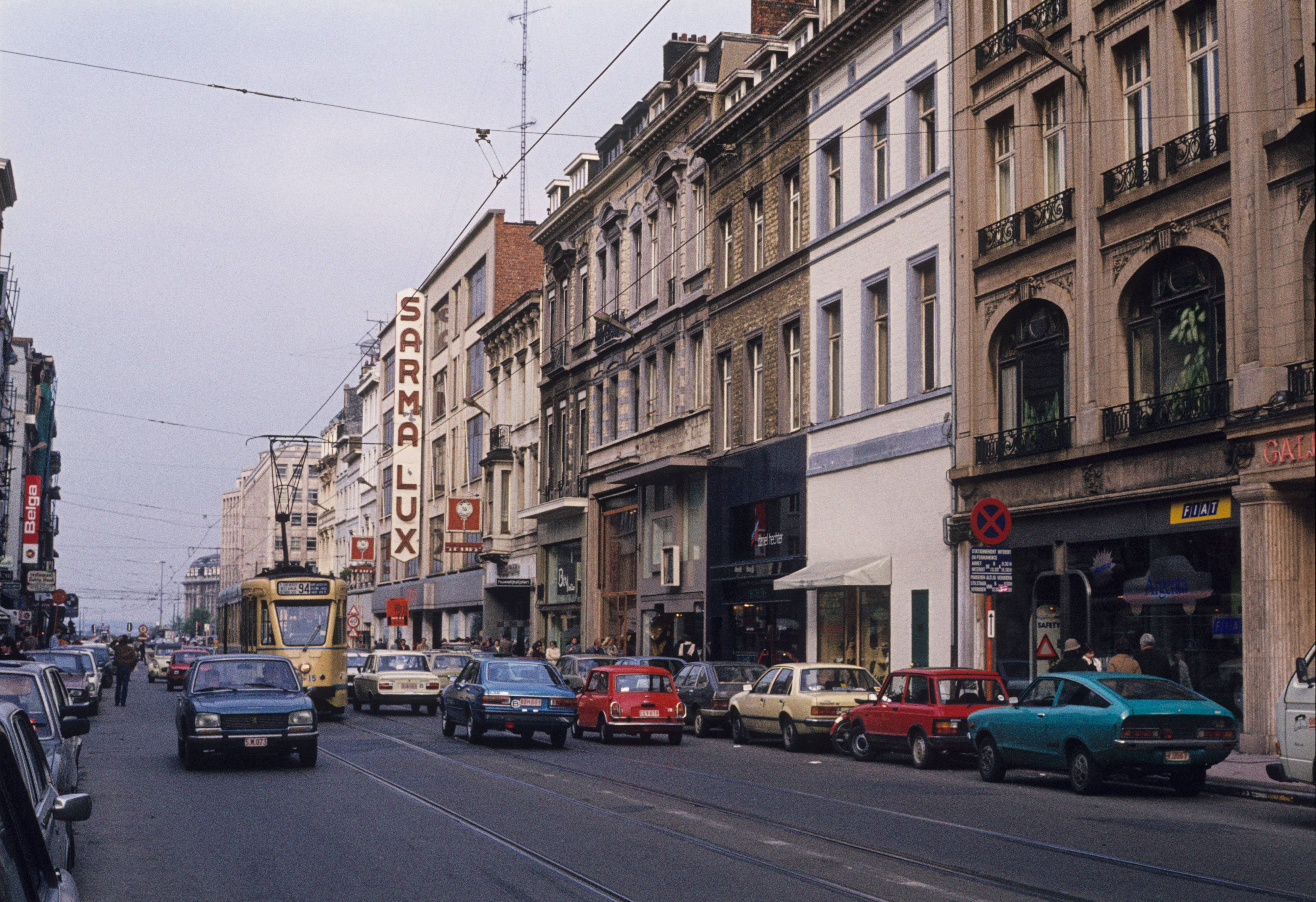
Una foto del 1981 dell'avenue.

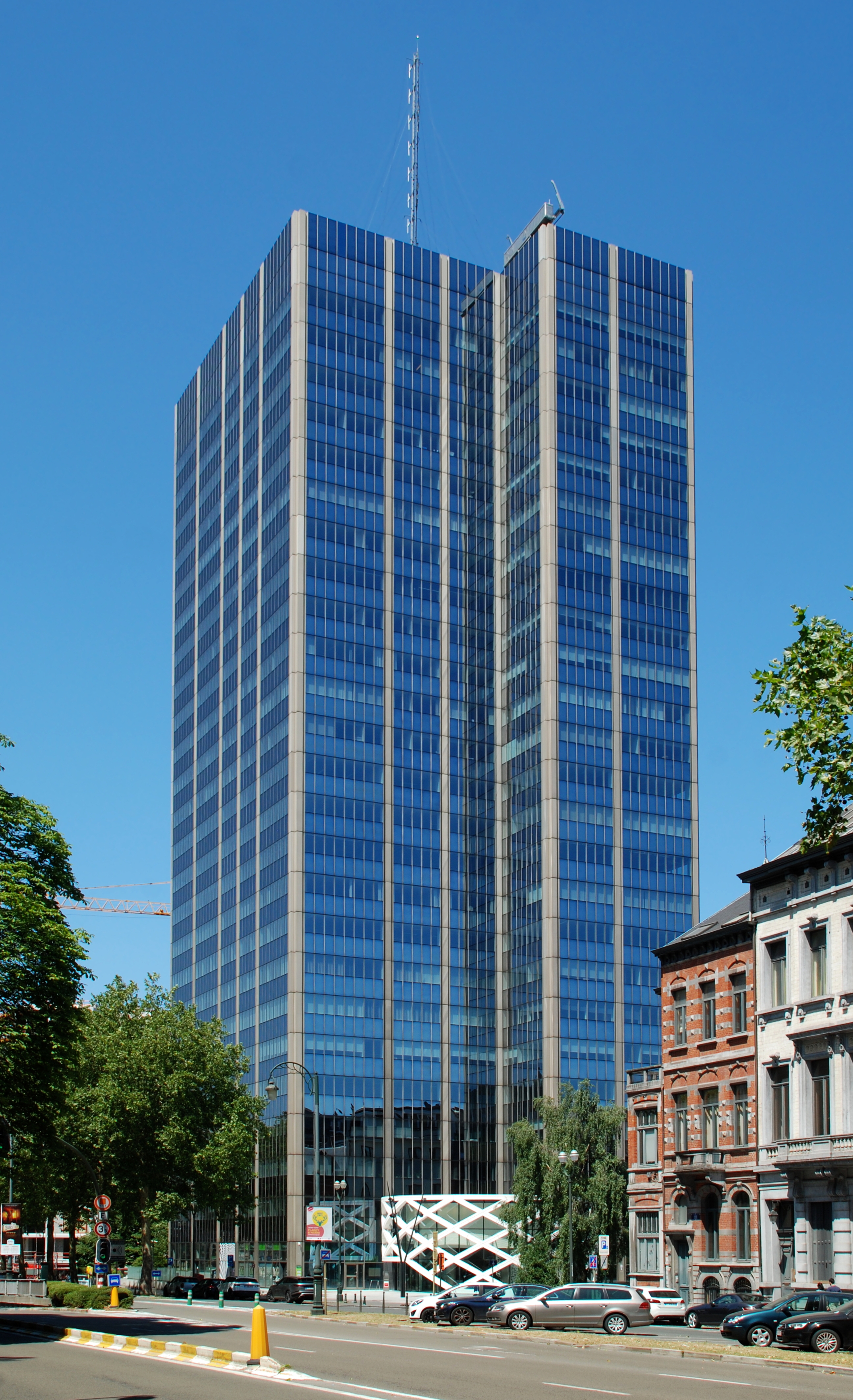
Blue Tower.

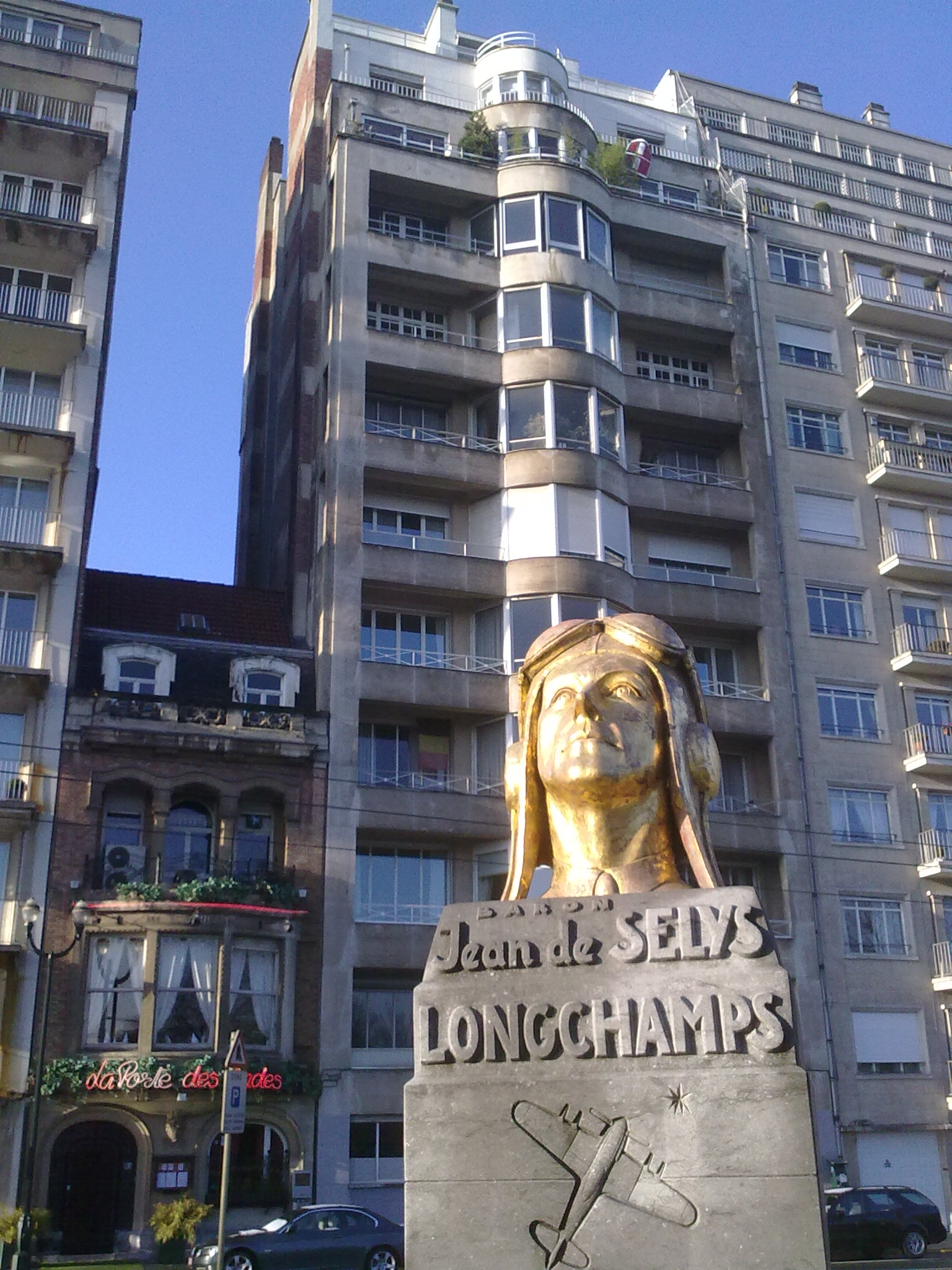
Busto del barone Jean de Selys Longchamps di fronte al vecchio quartier generale della Gestapo al numero 453.

Questa strada ha la sua origine nel 1847, quando nasce l'idea di collegare il centro città con il Bois de la Cambre e la Foresta di Soignes in modo rettilineo, di aspetto monumentale, con alberi di castagno. Prende il nome in onore della principessa Louise, figlia maggiore del re del Belgio Leopoldo II, così come Place Stéphanie è intitolata a sua sorella Stéphanie.
Sotto l'occupazione tedesca, la Gestapo ha aperto l'ufficio in Avenue Louise. Il nome di quest'ultimo era ormai stabilmente associato con le torture che subirono gli uomini della Resistenza belga arrestati ai numeri 347, 453 e 510. Il pilota da combattimento Jean de Selys Longchamps preparò senza permesso dei suoi superiori un attacco particolarmente audace contro il n° 453: 20 gennaio 1943, con il suo Hawker Typhoon.
Per le supposte necessità dell'Esposizione Universale del 1958, il viale è stato completamente ristrutturato, integrando nel suo centro un'autostrada urbana che passa in galleria sotto gli incroci e dando accesso diretto alla piccola cintura. Questa configurazione esiste ancora oggi e ha implicato che nessuna linea della metropolitana scorra lungao la strada, nonostante la sua densità elevata e le sue molteplici funzioni di negozi/uffici/abitazioni, essendo questa in un modo sostituita dai tunnel autostradali. Tuttavia, le linee 93 e 94 del tram passano a loro volta da place Stephanie al deposito di Woluwe.
Avenue Louise è anche la via natale della scrittrice Marguerite Yourcenar, nata al numero 193 della strada, l'8 giugno 1903 (edificio ormai scomparso).

## Geografia
Per la creazione del viale, una parte del territorio del comune di Ixelles è un annesso della città di Bruxelles, proprio come il Bois de la Cambre (Ixelles, Uccle e Watermael-Boitsfort). Ixelles è così tagliata in due, i limiti di Bruxelles dopo il corso di Avenue Louise, ma spesso includono gli edifici adiacenti, servendo come case secondarie a case di lusso. Tutti gli edifici di Avenue Louise si trovano nel territorio di Bruxelles, ad eccezione dei primi edifici corrispondenti alla Goulet Louise nel territorio di Saint-Gilles. Il territorio di Bruxelles corrisponde a questo posto all'incirca ai binari del tram centrale, formando a nord-est una piccola exclave del comune di Saint-Gilles.